# محبوبة (نبات)
المحبوبة (الاسم العلمي:Agapetes) هي جنس من النباتات تتبع الفصيلة الخلنجية من رتبة الخلنجيات.

## أنواع نبات المحبوبة
- محبوبة أذينية
- محبوبة باريشية
- محبوبة براسية
- محبوبة براندسية
- محبوبة بوتانية
- محبوبة بورمية
- محبوبة بورية
- محبوبة بيضاء الثمار
- محبوبة بيضوية
- محبوبة بيكارية
- محبوبة تايلندية
- محبوبة ثعبانية
- محبوبة ثنائية الألوان
- محبوبة جذعية الأزهار
- محبوبة جرداء
- محبوبة جريسية
- محبوبة حجرية
- محبوبة خضراء الأزهار
- محبوبة زغبية الأزهار
- محبوبة شمشادية الأوراق
- محبوبة كبيرة الأوراق
- محبوبة كهرمانية
- محبوبة ماليبونية
- محبوبة مخددة
- محبوبة مخملية
- محبوبة ملساء الثمار
- محبوبة ميدوغية
- محبوبة هلبية
- محبوبة هوكرية